# Златна сова
Златна сова је књижевна награда у Републици Српској. Награду додјељује Завод за уџбенике и наставна средства Источно Ново Сарајево за необјављени роман године. Награда је установљена  2013. године с циљем да допринесе културном развоју Републике Српске и да помогне издавање романа лијепе књижевности, а конкурс омогућава ауторима да равноправно конкуришу за ову награду. Конкурс се понавља сваке године, гдје Завод додјељује три награде, а у случају да ни један од награђених романа, није из Републике Српске, додјељује се и четврта награда. Рукопис године бира се према критеријумима трочланог стручног жирија. Награда је новчана и састоји се и у бесплатном штампању рукописа за побједника такмичења.

## Добитници
- 2015. година „Бунцање“ Миодрага Лазаревића из Пожаревца
- 2016. година „Гласови са границе“ аутора Анђелка Анушића из Новог Сада
- 2017. година „Војник ничије војске“, аутора Илије Гајице из Београда
- 2019. година „Ветрушка у данима неба”, аутора Горана Лабудовића из Врбаса
- 2020. година „У кругу“ аутора Радисава Милића из Смедерева
- 2021. година „Врежа“ аутора Бранка Станковића